# Cooperoceras
Cooperoceras foi um gênero de moluscos cefalópodes nautilóides Tainoceratídeos que viveram no Carbonífero e Permiano, há 303-269 Ma, onde hoje é a América do norte, este animal, é caracterizado por sua estranha morfologia, com as costelas sinuosas e espinhos ocos recurvados ao longo dos ombros ventro-laterais.

## Fósseis
Espécies do gênero cooperoceras foram descobertas pela primeira vez em 1945, na América do norte, nos estados de illinois e Texas, nos Estados Unidos. O gênero possui duas espécies descritas desde 1945, sendo elas a Cooperoceras paucolirotum e Cooperoceras texanum, a Cooperoceras texanum tem dois fósseis achados no Texas, enquanto a Cooperoceras paucolirotum possui apenas um fóssil representante, achado no estado de illinois.